# Anita Moskátová
Anita Moskátová (* 1989) je maďarská spisovatelka, trojnásobná držitelka literární ceny Pétera Zsoldose, která se věnuje hlavně fantasy.

## Život
Anita Moskátová se narodila v roce 1989. Absolvovala budapešťské katolické gymnázium (Egyetemi Katolikus Gimnázium) a poté vystudovala biologii na Univerzitě Loránda Eötvöse (ELTE), žije v Budapešti. Dříve pracovala jako redaktorka například u SFmag.hu. Momentálně pracuje na volné noze. Píše již více než 10 let. Od roku 2007 je členkou Delta Műhely (později Írókör). Její novely byly publikovány časopisecky (mimo jiné v Galaktice). V roce 2009 získala cenu Huga Preyera za novelu Talentum.

## Dílo v maďarštině
- Erdőlakók (spoluautoři: Antal Bencsik, Nóra Majoros, Zsolt Miklya; Abrakadabra, 2013)
- Bábel fiai (román, Gabo, 2014)
- Horgonyhely (román, Gabo, 2015)
- Irha és bőr (román, Gabo, 2019) – cena Pétera Zsoldose (2020)[5]
- A hazugság tézisei (sbírka povídek, Gabo, 2022) - povídka Fekete monitor (Černý monitor) získala cenu Pétera Zsoldose (2023)[6]

### Novely
- Talentum (Új Galaxis 16., 2010, ed. József Antal) - cena Huga Preyera (2009)[7]
- Kelj fel és járj (Galaktika 254., 2011, ed. István Burger )
- Megnemszületettek városa (10 antológia, Ad Astra, 2012, ed. Csilla Kleinheincz , a Galaktika 288., 2014)
- A szíve felett (Könyvesblog, 2016)
- Hazatérés (Prae 2017/2.)
- Hattyú (Könyves Magazin 2017/3.)
- Gumicukorszív (2050, antologie, Móra, 2018, ed. Mátyás Sirokai )
- Rügyeid (Utópia 501, vícejazyčná antologie, Petőfi Irodalmi Múzeum, 2018, ed. Márton Turi)[8]
- A mesterhazugság (Az év magyar science-fiction és fantasynovellái 2018, antologie, Gabo, 2018, ed. Csilla Kleinheincz a Gábor Roboz)
- Utolsó szó jogán (Litera, 2023)
- Gyulladáspont (Az év magyar science fiction és fantasynovellái 2024, 2024, ed. Csilla Kleinheincz, Gábor Roboz) - novela získala cenu Pétera Zsoldose (2025)[9]

## Dílo v češtině
- MOSKÁTOVÁ, Anita: Pupeny In.: Utópia 501, Petőfi Irodalmi Múzeum, 2018, ed. Márton Turi, s. 95-98. Přeložil Jiří Zeman. ISBN 978-615-5517-30-3[10]
- MOSKÁTOVÁ, Anita: Kotviště[11]. Překlad Veronika Erdélyiová. První vydání. Brno: Host, 2024. 415 stran. ISBN 978-80-275-2140-1